# Ahimsa (canción de U2)
«Ahimsa» es una canción del grupo de rock irlandés U2, lanzada en noviembre de 2019 con ocasión de su primera visita a Mumbai con la gira TheJoshuaTreeTour2019.

## Composición
"Ahimsa" es un término sánscrito que apela a la no violencia y el respeto a la vida. Para la grabación del nuevo tema, U2 quiso contar con la colaboración de A. R. Rahman —compositor indio conocido por la banda sonora de Slumdog Millionaire y su canción «Jai Ho», por la que ganó dos Óscars y dos Grammys.
Era la primera vez que el grupo visitaba la India. The Edge declaró: "Ha sido una satisfacción absoluta trabajar con A.R. en el tema. (...) India está presente en nuestra lista de deseos desde hace mucho tiempo. El principio de la no-violencia o ahimsa, es un pilar de lo que, como banda, defendemos desde un principio. No vemos el momento de experimentar en primera persona la cultura hindú porque es un país que une modernidad y tradición milenaria de forma única."
Por su parte, A. R. Rahman afirmó: "Ahimsa requiere coraje y fuerza. Una cualidad que es impermeable a las armas o al poder. Es un momento increíble para colaborar con U2, con su increíble legado, para revivir este movimiento".